# روبرتا غونزاليس
روبرتا غونزاليس (بالإسبانية: Roberta González)‏ هي رسامة إسبانية، ولدت في 1909، وتوفيت في 1976.